# El día que me quieras (álbum)
"El Día Que Me Quieras" es el 18° álbum de estudio del cantautor brasileño Roberto Carlos bajo el sello de Discos CBS International.   Originalmente se lanzó en 1974, pero después fue remasterizado y se cambiaron dos temas en 1997, siendo de la colección "Serie de Oro".
Los temas cambiados fueron Sueño Lindo (en plataformas digitales se encuentra como Sueno Lindo) y El show ya terminó. Tiempo después se incluyeron en el recopilatorio en español "Pra Sempre em Espanhol Vol. 1" publicado en 2008. Los temas que destacan de este álbum son: El día que me quieras (primeramente grabada en español en la versión en portugués del disco Roberto Carlos «A Cigana»), Rutina y Propuesta.
Cabe mencionar que la canción "el show ya terminó", (ó show ja terminou)" se grabó a fines de 1973 en portugués, y en 1974 es el lado b del single "el día que me quieras", (el lado b viene en portugués), y también viene en un compilado de singles entre 1968 a 1973, y el disco dice "san remo 68", es un compilado de 1976. Por otra parte la canción "el show ya terminó", viene incluida en un lp bajo el título "yo te recuerdo", (edición de países centro y sudamérica), en este lp vienen canciones en español y portugués, del álbum "el día que me quieras (1974) y "yo quiero amigos" o "quiero verte a mi lado" (1975). "Despedida", "es preciso saber vivir" y "el show ya terminó" vienen en portugués, este disco se publicó en 1975, que quiere decir esto, que la canción en español no fue en 1974 sino en 1976 en español en la sesión donde vienen temas como: "que se vaya todo al infierno", "el jardín del vecino", "detrás del horizonte", "tu cuerpo", "mira", "amaneció", existe un problema entre los dos", "será el destino quien dirá", "usted" (segunda versión), "no quiero verte triste", y "el show ya terminó". En el lp que se editó en México : viene "carnavalito" y el bolero de julio Gutiérrez "inolvidable"

## Lista de canciones[1][2][3]
- 1. Actitudes (Atitudes)
- 2. Propuesta (Proposta)
- 3. Amigos, Amigos (Amigos, Amigos)
- 4. Palabras (Palavras)
- 5. La Gitana (A Cigana)
- 6. El día que me quieras
- 7. El Hombre (O Homem)
- 8. Rutina (Rotina)
- 9. Sueño Lindo (en plataformas digitales Sueno Lindo) (Sonho Lindo)
- 10. El Show Ya Terminó (O Show Já Terminou)